# Dombrot-le-Sec
Dombrot-le-Sec è un comune francese di 389 abitanti situato nel dipartimento dei Vosgi nella regione del Grand Est.

## Società

### Evoluzione demografica
Abitanti censiti